# Efon Ask
Bror Efon Ask, född 12 januari 1938, död 5 oktober 2013 i Malmö  var en  svensk fotbollsdomare som dömde under 1970- och 1980-talen i Allsvenskan. Efon var välkänd för sin mycket goda kommunikativa förmåga och varma humor.
Ask är gravsatt i minneslunden på Gamla kyrkogården i Malmö.